# Antiprurigineux
Un antiprurigineux est une substance destinée à lutter contre les démangeaisons (prurit).
La plupart des molécules utilisées sont des antihistaminiques, que ce soit par voie générale (cétirizine/lévocétirizine, fexofénadine, loratadine/desloratadine, mizolastine) ou localement sous forme de pommade ou de gel (diphenhydramine, isothipendyl… ). Les anesthésiques locaux (Quinisocaïne) ou les antiseptiques (Crotamiton, hydroxybenzoate de benzyle) sont parfois utilisés. Il existe des préparations pharmaceutiques comportant à la fois un antihistaminique (Méfenidramium) et un anesthésique local (lidocaïne) ; parfois, lorsque les démangeaisons deviennent trop violentes, le praticien peut prescrire un antihistaminique anticholinergique (comme la dexchlorphéniramine  ou l'hydroxyzine) car ces molécules inhibent la réaction allergique en même temps qu'elles réduisent l'envie de se gratter.
On peut utiliser des préparations à base de corticoïdes (hydrocortisone) en suivant les recommandations inhérentes à cette classe de médicaments (risque d'amincissement de la peau et d'aggravation).